# Botafogo FC (PB)
Az Botafogo Futebol Clube, röviden Botafogo (PB), labdarúgócsapatát 1931. szeptember 28-án alapították a brazíliai João Pessoa városában. A Paraibano állami bajnokságban, és az országos bajnokság harmadosztályában, a Série C-ben szerepel.

## Sikerlista

### Hazai
- 1-szeres negyedosztályú bajnok: 2013

### Állami
- 29-szeres Paraíba bajnok: 1936, 1937, 1938, 1944, 1945, 1947, 1948, 1949, 1953, 1954, 1955, 1957, 1968, 1969, 1970, 1975, 1976, 1977, 1978, 1984, 1986, 1988, 1998, 1999, 2003, 2013, 2014, 2017, 2018

## Játékoskeret
2015-től
| # |     | Poszt | Név          |
| - | --- | ----- | ------------ |
|   | BRA | K     | Genivaldo    |
|   | BRA | K     | Remerson     |
|   | BRA | K     | Edson        |
|   | BRA | K     | Andrezon     |
|   | BRA | V     | Ferreira     |
|   | BRA | V     | Toninho      |
|   | BRA | V     | Alex Cazumba |
|   | BRA | V     | Esquerdinha  |
|   | BRA | V     | Celico       |
|   | BRA | V     | Nego         |
|   | BRA | V     | André Lima   |
|   | BRA | V     | Everton      |
|   | BRA | V     | Igor         |
|   | BRA | V     | Magno Alves  |
|   | BRA | V     | Walter       |

| # |     | Poszt | Név           |
| - | --- | ----- | ------------- |
|   | BRA | KP    | Djavan        |
|   | BRA | KP    | Pio           |
|   | BRA | KP    | Hércules      |
|   | BRA | KP    | Izaías        |
|   | BRA | KP    | Jackson       |
|   | BRA | KP    | Zaquel        |
|   | BRA | KP    | Doda          |
|   | BRA | KP    | Lenílson      |
|   | BRA | KP    | Leomir        |
|   | ARG | CS    | Frontini      |
|   | BRA | CS    | Cléo Paraense |
|   | BRA | CS    | Evandro       |
|   | BRA | CS    | Rafael Aidar  |
|   | BRA | CS    | Thiaguinho    |
|   | BRA | CS    | Warley        |